# Сова-Степняк, Фёдор Авксентьевич
Фёдор Авксентьевич Сова-Степняк — сотрудник советских органов государственной безопасности, председатель Новосибирского окружного суда и Новосибирской контрольной комиссии ВКП(б).

## Биография
В РСДРП с 1906 года.
В 1917—1918 годы член коллегии наркомнаца, сотрудник И. В. Сталина. В 1920 году член коллегии Алтайской губернской ЧК.
С 1922 по октябрь 1923 года заместитель начальника Енисейского губернского отдела ГПУ и начальник секретно-оперативной части. Затем начальник Новониколаевского городского отдела ГПУ.
В 1924—1928 годах сотрудник контрольной комиссии Сибирского краевого комитета РКП(б).
С 1928 по 1934 годы председатель Новосибирского окружного суда. В 1920—1930 годах председатель Новосибирской контрольной комиссии РКП(б). Дальнейшая судьба неизвестна.

### Семья
Жена — Степняк Анастасия Павловна.